# Saint-Péravy-la-Colombe
Pour les articles homonymes, voir Saint-Péravy.
Saint-Péravy-la-Colombe est une commune française, située dans le département du Loiret en région Centre-Val de Loire.

## Géographie

### Localisation

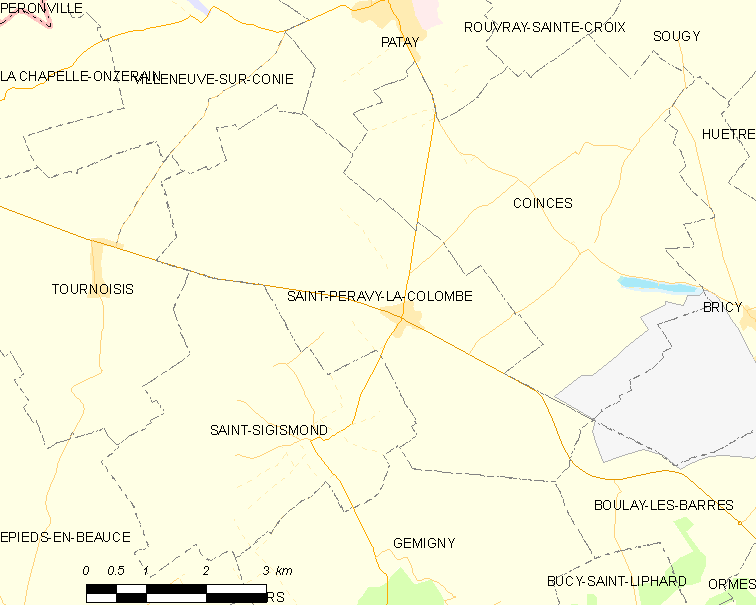
Carte de la commune de Saint-Péravy-la-Colombe et des communes limitrophes.

La commune de Saint-Péravy-la-Colombe se trouve dans le quadrant nord-ouest du département du Loiret, dans la région agricole de la Beauce de Patay et l'aire urbaine d'Orléans.  À vol d'oiseau, elle se situe à 18,8 km  d'Orléans, préfecture du département, et à 5,3 km de Patay, ancien chef-lieu du canton dont dépendait la commune avant mars 2015. La commune fait partie du bassin de vie de Patay.
Les communes les plus proches sont : Saint-Sigismond (2,6 km), Coinces (3,1 km), Gémigny (4,2 km), Tournoisis (5,2 km), Patay (5,3 km), Villeneuve-sur-Conie (6 km), Bricy (6,1 km), Rozières-en-Beauce (6,5 km), Boulay-les-Barres (6,6 km) et Rouvray-Sainte-Croix (6,9 km).
Une partie du territoire de la commune héberge la base aérienne 123 Orléans-Bricy.

### Géologie et relief

#### Géologie
La commune se situe dans le sud du Bassin parisien, le plus grand des trois bassins sédimentaires français. Cette vaste dépression, occupée dans le passé par des mers peu profondes et des lacs, a été comblée, au fur et à mesure que son socle s’affaissait, par des sables et des argiles, issus de l’érosion des reliefs alentours, ainsi que des calcaires d’origine biologique, formant ainsi une succession de couches géologiques.
Les couches affleurantes sur le territoire communal sont constituées de formations superficielles du Quaternaire et de roches sédimentaires datant du Cénozoïque, l'ère géologique la plus récente sur l'échelle des temps géologiques, débutant il y a 66 millions d'années. La formation la plus ancienne est du calcaire de Pithiviers remontant à l’époque Miocène de la période Néogène. La formation la plus récente est des limons et lœss remontant à l’époque Pléistocène de la période Quaternaire. Le descriptif de ces couches est détaillé dans  la feuille « n°362 - Patay » de la carte géologique au 1/50 000ème du département du Loiret, et sa notice associée.

Carte géologique de la commune.

|  | qOE : | Limons et Loess, Quaternaire |

|  | m2MSO : | marnes et sables de l'Orléanais, Burdigalien    |
|  | m2MCO : | marnes et calcaires de l'Orléanais, Burdigalien |
|  | m1CPi : | calcaire de Pithiviers, Aquitanien              |

#### Relief
La superficie cadastrale de la commune publiée par l’Insee, qui sert de références dans toutes les statistiques, est de 18,96 km2,. La superficie géographique, issue de la BD Topo, composante du Référentiel à grande échelle produit par l'IGN, est quant à elle de 19,31 km2. Son relief est relativement plat puisque la dénivelée maximale atteint 17 mètres. L'altitude du territoire varie entre 114 m et 131 m.

### Hydrographie
Aucun cours d'eau permanent n'est répertorié sur la commune.

### Climat
Pour des articles plus généraux, voir Climat du Centre-Val de Loire et Climat du Loiret.
En 2010, le climat de la commune est de type climat océanique dégradé des plaines du Centre et du Nord, selon une étude du CNRS s'appuyant sur une série de données couvrant la période 1971-2000. En 2020, Météo-France publie une typologie des climats de la France métropolitaine dans laquelle la commune est exposée à un climat océanique altéré et est dans la région climatique Moyenne vallée de la Loire, caractérisée par une bonne insolation (1 850 h/an) et un été peu pluvieux.
Pour la période 1971-2000, la température annuelle moyenne est de 10,8 °C, avec une amplitude thermique annuelle de 15,3 °C. Le cumul annuel moyen de précipitations est de 648 mm, avec 10,8 jours de précipitations en janvier et 7,1 jours en juillet. Pour la période 1991-2020, la température moyenne annuelle observée sur la station météorologique de Météo-France la plus proche, « Orléans - Bricy », sur la commune de Bricy à 6 km à vol d'oiseau, est de 11,7 °C et le cumul annuel moyen de précipitations est de 635,5 mm,. Pour l'avenir, les paramètres climatiques de la commune estimés pour 2050 selon différents scénarios d'émission de gaz à effet de serre sont consultables sur un site dédié publié par Météo-France en novembre 2022.

### Milieux naturels et biodiversité
L’inventaire des zones naturelles d'intérêt écologique, faunistique et floristique (ZNIEFF) a pour objectif de réaliser une couverture des zones les plus intéressantes sur le plan écologique, essentiellement dans la perspective d’améliorer la connaissance du patrimoine naturel national et de fournir aux différents décideurs un outil d’aide à la prise en compte de l’environnement dans l’aménagement du territoire. Le territoire communal de Saint-Péravy-la-Colombe ne comprend pas de  ZNIEFF.

## Histoire

### Toponymie
Le village est cité vers 590 par Grégoire de Tours Apud Colmumnam, Aurelianensis urbis vicum, dans son Histoire des Francs, Liv. III, ch. 6 ; urbs est synonyme de civitas = territoire de la cité, diocèse) ; Juxta Columnae vicum, ex ipso agro Columnensi, 651 (Recueil des chartes de l’abbaye de Saint-Benoît-sur-Loire, t. 1, p. 7) ; Villa cui Columpnanomen est, avant 1008 (Dom Bouquet, Historiens de France, t. III, p. 46, Aimon, Historia Francorum) ; Parochia Sancti Petri Avi, XIIIe s. (Cartulaire de Saint-Avit d’Orléans, p. 136) ; In decima vie Columbe ad Sanctum Petrum Aviti, 1209 (Cartulaire de Beaugency, charte 121, p. 140-141) ; Sainct Père a Vy, septembre 1451 (Archives Nationales-JJ 185, n° 183, fol. 139) ; Saint Pere Avy la Colombe, 1479 (Archives Nationales-JJ 205, n° 239, fol. 134) ; Saint Pere a Vy la Colombe, 1480 (Archives Départementales du Loiret-B 87, archives de l’Hôtel-Dieu d’Orléans) ; Sanctus Petrus in Via Columbe, 1486-1487 (Archives Départementales du Loiret-A 1097) ; Sainct Pere Avy la Coullombe, 1578 (Archives Départementales du Loiret-G, compte des décimes de l’évêché d’Orléans) ; Saint Peravy la Coulombe, 1740 (Bibliothèque Municipale d’Orléans, Manuscrit 995, fol. 223) ; Saint Père a Vy, XVIIIe s. (Carte de Cassini) ; Péravy, pluviôse an 2 (Délibération du Conseil Général de la Commune, application du décret du 16 octobre 1793 = 25 vendémiaire an 2).
Saint Pierre au village (ad vicum) appelé La Colonne (Columna vicus ou Columnae vicus).
En 524, Clodomir fait assassiner Sigismond, roi des Burgondes, et sa famille près de Saint-Péravy-la-Colombe. Les corps sont jetés dans un puits, en un lieu devenu plus tard le village de Saint-Sigismond, centre d'un pèlerinage en mémoire du roi burgonde considéré comme un martyr. Puis il mène une expédition militaire contre les Burgondes en compagnie de Thierry.
Paroisse à la limite des diocèses d’Orléans, civitas Aurelianorum, et de Chartres, civitas Carnutum. L’étendue du cimetière gallo-romain découvert en 1912 à Saint-Péravy, montre l’importance de ce vicus. À la fin du IIIe s., Cenabum ou Genabum et son territoire furent constitués en cité indépendante, en se séparant de la civitas Carnutum. Le vicus se forma donc après le démembrement de la civitas Carnutum ; l’érection de la colonne dut marquer officiellement la nouvelle division administrative. À l’époque gallo-romaine, Columna devait avoir plus d’importance que le bourg actuel de Saint-Péravy-la-Colombe ; le vicus s’élevait au carrefour des voies d’Orléans à Châteaudun et de Blois à Paris, dont le parcours traversait la Beauce presque en ligne droite. Colombe = borne limite.

## Urbanisme

### Typologie
Au 1er janvier 2024, Saint-Péravy-la-Colombe est catégorisée commune rurale à habitat dispersé, selon la nouvelle grille communale de densité à sept niveaux définie par l'Insee en 2022.
Elle est située hors unité urbaine. Par ailleurs la commune fait partie de l'aire d'attraction d'Orléans, dont elle est une commune de la couronne,. Cette aire, qui regroupe 136 communes, est catégorisée dans les aires de 200 000 à moins de 700 000 habitants,.

### Occupation des sols
L'occupation des sols de la commune, telle qu'elle ressort de la base de données européenne d’occupation biophysique des sols Corine Land Cover (CLC), est marquée par l'importance des territoires agricoles (98,3 % en 2018), une proportion sensiblement équivalente à celle de 1990 (98,6 %). La répartition détaillée en 2018 est la suivante : 
terres arables (98,3 %), zones urbanisées (1,7 %), zones industrielles ou commerciales et réseaux de communication (0,1 %).
L'évolution de l’occupation des sols de la commune et de ses infrastructures peut être observée sur les différentes représentations cartographiques du territoire : la carte de Cassini (XVIIIe siècle), la carte d'état-major (1820-1866) et les cartes ou photos aériennes de l'IGN pour la période actuelle (1950 à aujourd'hui).

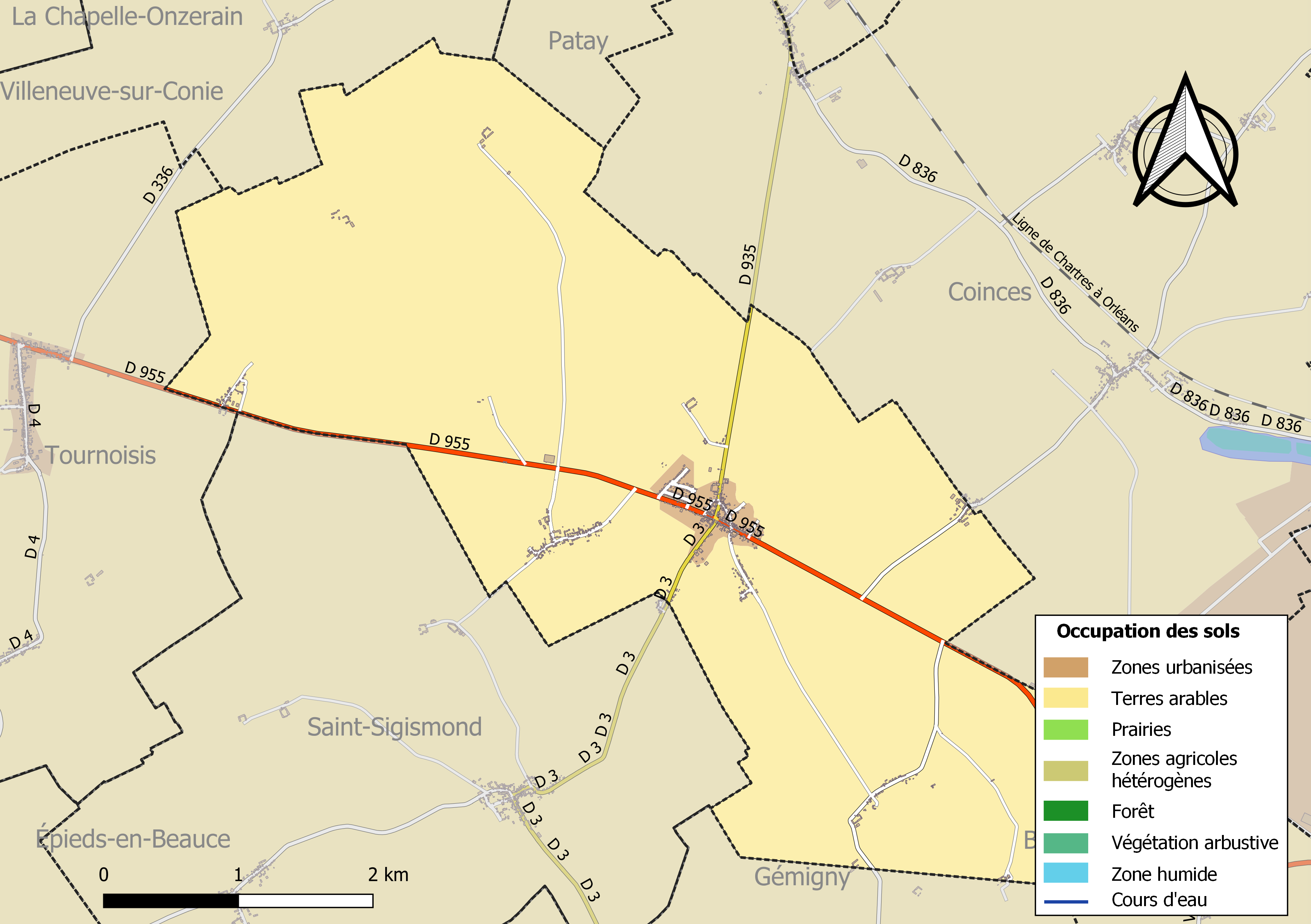
Carte des infrastructures et de l'occupation des sols de la commune en 2018 (CLC).
Carte orthophotographique de la commune en 2016.

### Planification

#### Carte communale
Le conseil municipal prescrit l'élaboration d'une carte communale le 7 juin 2001. Après une enquête publique qui se déroule en juillet 2004, le document est approuvé le 30 août 2005.

#### Documents d'orientations intercommunaux
La commune est membre du Pays Loire Beauce, qui regroupe 38 communes. En 2012 les Pays Forêt d'Orléans Val de Loire, Loire Beauce et Sologne Val-sud sont les seuls territoires du département du Loiret ne disposant pas de schéma de cohérence territoriale (SCoT). Compte tenu  de l'intérêt de cet outil pour l'avenir des territoires, les élus de ces pays décident d'engager une démarche commune d'élaboration de SCoT. Le comité syndical du Pays Loire Beauce se prononce majoritairement en janvier 2013 pour prendre la compétence  « Elaboration, gestion et suivi du Schéma de Cohérence Territoriale » dans ses statuts. Le périmètre de SCoT à l'échelle des 38 communes composant le Pays Loire Beauce est arrêté par le Comité Syndical le 26 juin 2013. Les trois SCoT sont lancés officiellement et simultanément à La Ferté-Saint-Aubin le 21 juin 2014, l'assistance à maîtrise d'ouvrage étant confiée à un seul bureau d'études. Après étude et concertation de 2014 à 2017, le document doit être approuvé en 2018.

### Voies de communication et transports

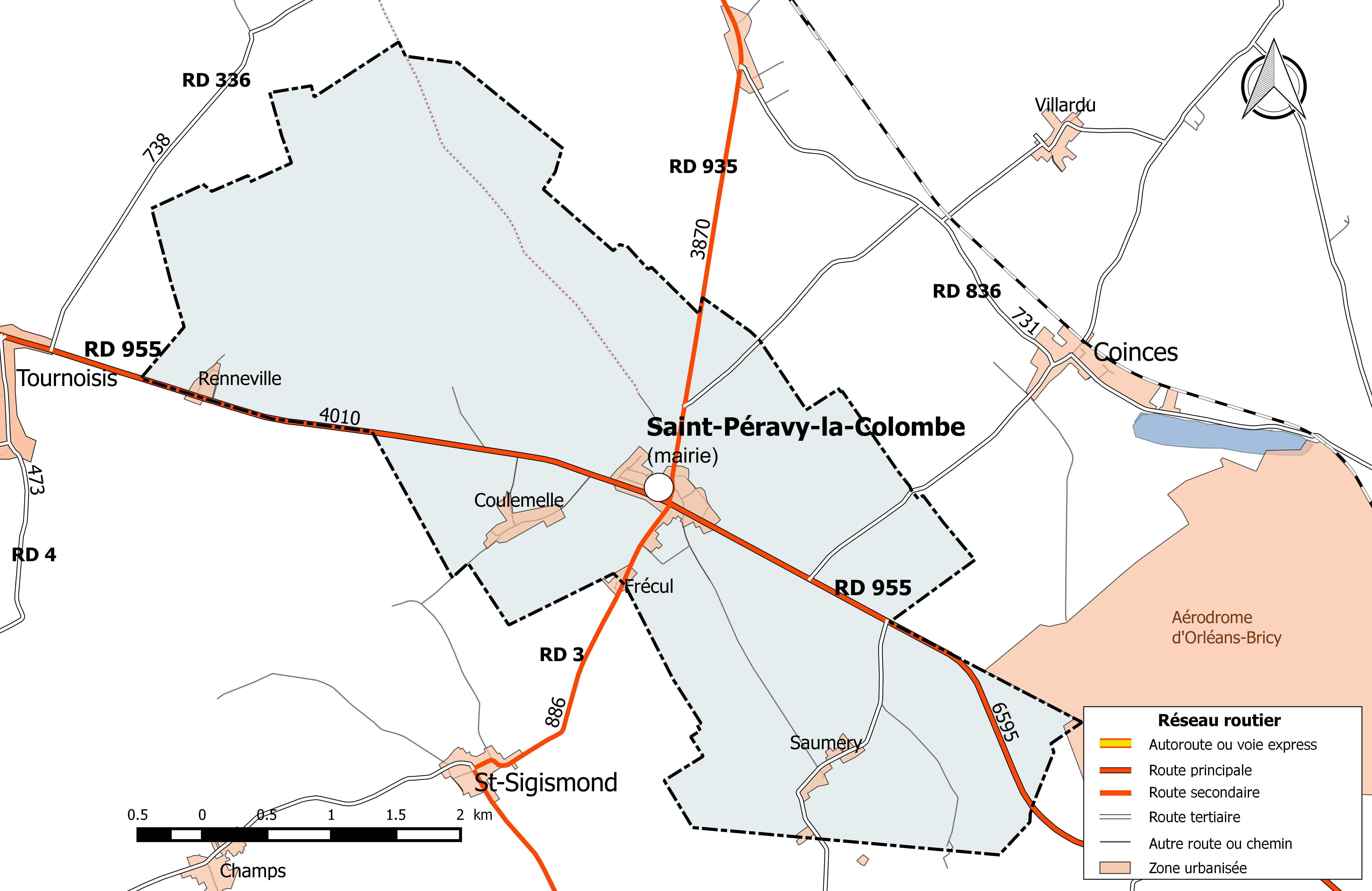
Réseau routier principal de la commune de Saint-Péravy-la-Colombe (avec indication du trafic routier 2014).

#### Infrastructures routières
La commune est traversée par trois routes départementales structurantes : la RD 955, la RD 935 et la RD 3.
La RD 955 traverse la commune d'est en ouest et relie Ormes à Villamblain. Il s'agit de l'ancienne RN 155 qui, à sa création, en 1824, succède à la Route impériale 175 et relie Orléans à Saint-Malo par Alençon. Elle a été transférée au département du Loiret par arrêté du 22 décembre 2012.  En 2014, elle supporte un trafic de 6 595 véhicules/jour à l'est du bourg et de 4 010 à l'ouest. La RD 935 (3 870 véhicules/jour), qui relie Chartres par Patay au bourg de Saint-Péravy-la-Colombe. La RD 3 (886 véhicules/jour) relie Meung-sur-Loire à Rozières-en-Beauce.
Complétant ces voies, la commune est sillonnée de plusieurs voies communales et chemins ruraux  desservant ses fermes et hameaux et les bourgs environnants.

#### Transports en commun
En 2016, la commune est desservie par la ligne régulière 1C du réseau de transports par autocar Ulys du Conseil départemental du Loiret qui relie Tournoisis - Rozières-en-Beauce. Cette ligne propose un nombre de dessertes variable en fonction des jours ouvrables de la semaine. À compter du 1er janvier 2017, la compétence des services de transports routiers interurbains, réguliers et à la demande est transférée des départements aux régions, et donc localement du département du Loiret à la région Centre-Val de Loire, consécutivement à la loi NOTRe du 7 août 2015. Dans ce cadre le Réseau de mobilité interurbaine « Rémi » remplace chacun des réseaux départementaux et en particulier le réseau Ulys dans le Loiret et  entre en service à compter de la rentrée scolaire du 4 septembre 2017.

### Risques majeurs
La commune de Saint-Péravy-la-Colombe est vulnérable à différents aléas naturels : climatiques (hiver exceptionnel ou canicule), mouvements de terrains ou sismique (sismicité très faible). Elle est également exposée à un risque technologique : le risque de transport de matières dangereuses. 
Entre 1989 et 2019, cinq arrêtés ministériels ayant porté reconnaissance de catastrophe naturelle ont été pris pour le territoire de la commune  : trois  pour des inondations et coulées de boues et deux pour des mouvements de terrains.

#### Risques naturels
Le territoire de la commune peut être concerné par un risque d'effondrement de cavités souterraines non connues. Une cartographie départementale de l'inventaire des cavités souterraines et des désordres de surface a été réalisée. Il a été recensé sur la commune plusieurs effondrements de cavités.
Par ailleurs, le sol du territoire communal peut faire l'objet de mouvements de terrain liés à la sécheresse. Le phénomène de retrait-gonflement des argiles est la conséquence d'un changement d'humidité des sols argileux. Les argiles sont capables de fixer l'eau disponible mais aussi de la perdre en se rétractant en cas de sècheresse. Ce phénomène peut provoquer des dégâts très importants sur les constructions (fissures, déformations des ouvertures) pouvant rendre inhabitables certains locaux. Celui-ci a particulièrement affecté le Loiret après la canicule de l'été 2003. Une frange nord-est du territoire de la commune est exposée à un aléa « fort » face à ce risque, selon l'échelle définie par le Bureau de recherches géologiques et minières (BRGM).
Depuis le 22 octobre 2010, la France dispose d’un nouveau zonage sismique divisant le territoire national en cinq zones de sismicité croissante. La commune, à l’instar de l’ensemble du département,  est concernée par un risque très faible.

#### Risques technologiques
La commune est exposée au risque de transport de matières dangereuses, en raison du passage sur son territoire d'un itinéraire routier structurant supportant un fort trafic (la route départementale D955),.

## Politique et administration

### Découpage territorial

#### Bloc communal: Commune et intercommunalités
La paroisse et bourg de Saint-Péravy-la-Colombe acquiert le statut de municipalité avec le  décret du12 novembre 1789 de l'Assemblée Nationale puis celui de « commune », au sens de l'administration territoriale actuelle, par le décret de la Convention nationale du 10 brumaire an II (31 octobre 1793). Il faut toutefois attendre la loi du 5 avril 1884 sur l'organisation municipale pour qu'un régime juridique uniforme soit défini pour toutes les communes de France, point de départ de l’affirmation progressive des communes face au pouvoir central.
Aucun événement de restructuration majeure du territoire, de type suppression, cession ou réception de territoire, n'a affecté la commune depuis sa création.

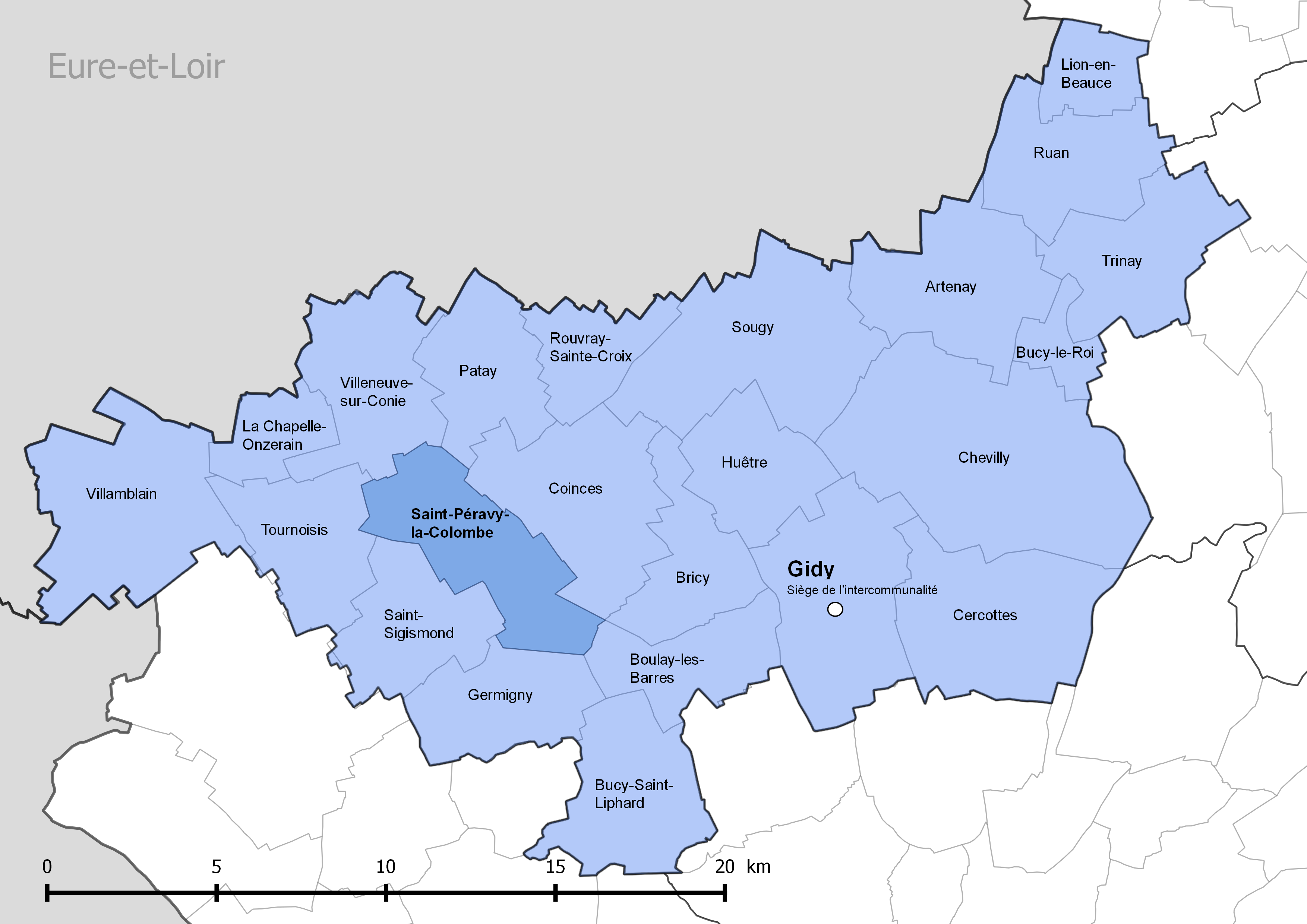
Localisation de la commune de Saint-Péravy-la-Colombe dans la communauté de communes de la Beauce loirétaine.

La commune de Saint-Péravy-la-Colombe n'appartient à aucune intercommunalité à fiscalité propre jusqu'en 2011 et fait partie, à cette date, des 68 communes du Loiret dites « isolées », dont les dix communes du canton de Patay. La commune adhère à la communauté de communes de la Beauce loirétaine lors de la création de cette intercommunalité le 26 décembre 2012. Les compétences transférées sont : la collecte et le traitement des déchets, l'assainissement non collectif, certains actions de développement et d'aménagement économique (zones d'activités), le développement et aménagement social et culturel, l'aménagement de l'espace (SCOT, PLU), la voirie, le développement touristique, le logement et l'habitat (PLH, OPAH), préfiguration des pays.
La commune appartient à d'autres établissements publics de coopération intercommunale, de type syndicats ou autres regroupements intercommunaux. Le découpage territorial de ces structures est en constante évolution dans une perspective de rationalisation et d'efficience des services.

#### Circonscriptions de rattachement
Sous l'Ancien Régime, à la veille des États généraux de 1789, la paroisse de Saint-Péravy-la-Colombe était rattachée sur le plan ecclésiastique au diocèse d'Orléans, sur le plan judiciaire au bailliage d'Orléans , sur le plan militaire au gouvernement d'Orléans et sur le plan administratif à la généralité d'Orléans.
La loi du 22 décembre 1789 divise le pays en 83 départements découpés chacun en six à neuf districts eux-mêmes découpés en cantons regroupant des communes. Les districts, tout comme les départements, sont le siège d’une administration d’État et constituent à ce titre des circonscriptions administratives. La commune de Saint-Péravy-la-Colombe est alors incluse dans le canton de Patay, le district d'Orléans et le département du Loiret.
La recherche d’un équilibre entre la volonté d’organiser une administration dont les cadres permettent l’exécution et le contrôle des lois d’une part, et la volonté d’accorder une certaine autonomie aux collectivités de base (paroisses, bourgs, villes) d’autre part, s’étale de 1789 à 1838. Les découpages territoriaux évoluent ensuite au gré des réformes visant à décentraliser ou recentraliser l'action de l'État. La régionalisation fonctionnelle des services de l'État (1945-1971) aboutit à la création de régions. L'acte I de la décentralisation de 1982-1983 constitue une étape importante en donnant l'autonomie aux collectivités territoriales, régions, départements et communes. L'acte II intervient en 2003-2006, puis l'acte III en 2012-2015. Parallèlement l'État se réforme périodiquement. La réforme de l’administration territoriale de l’État (RéATE), entrée en vigueur au 1er janvier 2010 et issue de la révision générale des politiques publiques (RGPP) est une des grandes réformes visant à simplifier l'organisation de l’État.
Le tableau suivant présente les rattachements, au niveau infra-départemental, de la commune de Saint-Péravy-la-Colombe aux différentes circonscriptions administratives et électorales ainsi que l'historique de l'évolution de leurs territoires.
| Circonscription             | Nom                | Dernière période | Type de circonscription      | Évolution du découpage territorial |
| --------------------------- | ------------------ | ---------------- | ---------------------------- | --- |
| District                    | Orléans            | 1790-1795        | Administrative               | La commune est rattachée au district d'Orléans de 1790 à 1795,. La Constitution du 5 fructidor an III, appliquée à partir de vendémiaire an IV (1795) supprime les districts, rouages administratifs liés à la Terreur, mais maintient les cantons qui acquièrent dès lors plus d'importance. |
| Canton                      | Patay              | 1790-1801        | Électorale                   | En 1790, lors de la création des cantons, districts et départements, la commune de Saint-Péravy-la-Colombe est rattachée au canton de Patay. Les cantons sont supprimés, en tant que découpage administratif, par une loi du 26 juin 1793, et ne conservent qu'un rôle électoral. Ils permettent l’élection des électeurs du second degré chargés de désigner les députés. Ils acquièrent une fonction administrative avec la disparition des districts en 1795. |
| Canton                      | Patay              | 1801-2015        | Administrative et électorale | Sous le Consulat, un redécoupage territorial visant à réduire le nombre de justices de paix ramène le nombre de cantons dans le Loiret de 59 à 31. Saint-Péravy-la-Colombe est alors rattachée au canton de Patay par arrêté du 9 vendémiaire an X (30 septembre 1801),. |
| Canton                      | Meung-sur-Loire    | 2015-            | Électorale                   | La loi du 17 mai 2013 et ses décrets d'application publiés en février et mars 2014 introduisent un nouveau découpage territorial pour les élections départementales. La commune est alors rattachée au canton de Meung-sur-Loire. Depuis cette réforme, plus aucun service de l'État n'exerce sa compétence sur un territoire s'appuyant sur le nouveau découpage cantonal. Le canton a disparu en tant que circonscription administrative de l'État ; il est désormais uniquement une circonscription électorale dédiée à l'élection d'un binôme de conseillers départementaux siégeant au conseil départemental. |
| Arrondissement              | Orléans            | 1801-            | Administrative               | Saint-Péravy-la-Colombe est rattachée à l'arrondissement d'Orléans depuis sa création en 1801,. |
| Circonscription législative | 2e circonscription | 2010             | Électorale                   | Lors du découpage législatif de 1986, le nombre de circonscriptions législatives passe dans le Loiret de 4 à 5. Un nouveau redécoupage intervient en 2010 avec la loi du 23 février 2010. En attribuant un siège de député « par tranche » de 125 000 habitants, le nombre de circonscriptions par département varie désormais de 1 à 21,. Dans le Loiret, le nombre de circonscriptions passe de cinq à six. La réforme n'affecte pas Saint-Péravy-la-Colombe qui reste rattachée à la deuxième circonscription.                                                                                                  |

#### Collectivités de rattachement
La commune de Saint-Péravy-la-Colombe est rattachée au département du Loiret et à la région Centre-Val de Loire, à la fois circonscriptions administratives de l'État et collectivités territoriales.

### Politique et administration municipales

#### Conseil municipal et maire
Depuis les élections municipales de 2014, le conseil municipal de Saint-Péravy-la-Colombe, commune de moins de 1 000 habitants, est élu au scrutin majoritaire plurinominal à deux tours, les électeurs pouvant modifier les listes, panacher, ajouter ou supprimer des candidats sans que le vote soit nul, pour un mandat de six ans renouvelable. Il est composé de 15 membres. L'exécutif communal est constitué par le maire, élu par le conseil municipal, parmi ses membres, pour un mandat de six ans, c'est-à-dire pour la durée du mandat du conseil.
| Période                                  | Période   | Identité            | Étiquette | Qualité                     |
| ---------------------------------------- | --------- | ------------------- | --------- | --------------------------- |
| mars 2001                                | mars 2008 | Joseph Dabout       |           |                             |
| mars 2014                                | mai 2020  | Jean-Bernard Vallot |           | Agent technique, technicien |
| mai 2020                                 | en cours  | Denis Pelé,         |           | Chef d'entreprise (PME)     |
| Les données manquantes sont à compléter. |           |                     |           |                             |

## Équipements et services

### Environnement

#### Gestion des déchets
Au 31 décembre 2016, la commune est membre du SIRTOM de la région d'Artenay (SIRTOMRA), créé en 1971. Celui-ci assure la collecte et le traitement des ordures ménagères résiduelles en porte à porte, des emballages ménagers recyclables en porte à porte ou en points d’apport volontaire, du verre en points d’apport volontaire et des papiers en points d’apport volontaire. Un réseau de quatre déchèteries accueille les encombrants et autres déchets spécifiques (déchets verts, déchets dangereux, gravats, ferraille, cartons…). La déchèterie la plus proche de la commune est située sur la commune de Patay.
L'élimination et la valorisation énergétique des déchets sont effectuées dans l'outil de traitement appelé BEGEVAL, installé à Pithiviers et géré par le syndicat de traitement Beauce Gâtinais Valorisation (BGV) qui regroupe le territoire des trois syndicats de collecte : SMETOM, SITOMAP et SIRTOMRA. Cet outil est composé d’un centre de valorisation matière qui trie les emballages issus de la collecte sélective, les journaux-magazines et les cartons de déchèteries, et d’un centre de valorisation énergétique qui incinère les ordures ménagères résiduelles et le tout-venant incinérable des déchèteries ainsi que les refus du centre de tri.
Depuis le 1er janvier 2017, la « gestion des déchets ménagers » ne fait plus partie des compétences de la commune mais est une compétence obligatoire de la communauté de communes de la Beauce loirétaine, en application de la loi NOTRe du 7 août 2015.

#### Production et distribution d'eau
Le service public d’eau potable est une compétence obligatoire des communes depuis l’adoption de la loi du 30 décembre 2006 sur l’eau et les milieux aquatiques. Au 31 décembre 2016, la production et la distribution de l'eau potable sur le territoire communal sont assurées par la commune elle-même.
La loi NOTRe du 7 août 2015 prévoit que le transfert des compétences « eau et assainissement » vers les communautés de communes sera obligatoire à compter du 1er janvier 2020. Le transfert d’une compétence entraîne  de  facto  la  mise  à disposition  gratuite  de  plein droit des biens, équipements et services publics utilisés, à la date du transfert, pour l'exercice de ces compétences et la substitution de la communauté dans les droits et obligations des communes,.

#### Assainissement
La compétence assainissement, qui recouvre obligatoirement la collecte, le transport et l’épuration des eaux usées, l’élimination des boues produites, ainsi que le contrôle des raccordements aux réseaux publics de collecte, est assurée  par la commune elle-même.
La commune est raccordée à une station d'épuration située sur le territoire communal mise en service le 1er septembre 2006 et dont la capacité nominale de traitement est de  500 EH, soit 88 m3/jour. Cet équipement utilise un procédé d'épuration biologique dit « à boues activées ». Son exploitation est assurée par la commune,.
L’assainissement non collectif (ANC) désigne les installations individuelles de traitement des eaux domestiques qui ne sont pas desservies par un réseau public de collecte des eaux usées et qui doivent en conséquence traiter elles-mêmes leurs eaux usées avant de les rejeter dans le milieu naturel. En 2016, la communauté de communes de la Beauce loirétaine assure le service public d'assainissement non collectif (SPANC), qui a pour mission de vérifier la bonne exécution des travaux de réalisation et de réhabilitation, ainsi que le bon fonctionnement et l’entretien des installations,.

## Population et société

### Démographie
L'évolution du nombre d'habitants est connue à travers les recensements de la population effectués dans la commune depuis 1793. Pour les communes de moins de 10 000 habitants, une enquête de recensement portant sur toute la population est réalisée tous les cinq ans, les populations de référence des années intermédiaires étant quant à elles estimées par interpolation ou extrapolation. Pour la commune, le premier recensement exhaustif entrant dans le cadre du nouveau dispositif a été réalisé en 2005.
En 2022, la commune comptait 768 habitants, en évolution de +2,13 % par rapport à 2016 (Loiret : +1,89 %, France hors Mayotte : +2,11 %).
| 1793 | 1800 | 1806 | 1821 | 1831 | 1836 | 1841 | 1846 | 1851 |
| ---- | ---- | ---- | ---- | ---- | ---- | ---- | ---- | ---- |
| 595  | 578  | 592  | 642  | 640  | 650  | 640  | 655  | 673  |

| 1856 | 1861 | 1866 | 1872 | 1876 | 1881 | 1886 | 1891 | 1896 |
| ---- | ---- | ---- | ---- | ---- | ---- | ---- | ---- | ---- |
| 700  | 690  | 698  | 655  | 645  | 629  | 732  | 697  | 656  |

| 1901 | 1906 | 1911 | 1921 | 1926 | 1931 | 1936 | 1946 | 1954 |
| ---- | ---- | ---- | ---- | ---- | ---- | ---- | ---- | ---- |
| 661  | 611  | 603  | 547  | 546  | 565  | 571  | 531  | 522  |

| 1962 | 1968 | 1975 | 1982 | 1990 | 1999 | 2005 | 2006 | 2010 |
| ---- | ---- | ---- | ---- | ---- | ---- | ---- | ---- | ---- |
| 528  | 478  | 449  | 534  | 566  | 581  | 625  | 626  | 688  |

| 2015 | 2020 | 2022 | - | - | - | - | - | - |
| ---- | ---- | ---- | - | - | - | - | - | - |
| 742  | 749  | 768  | - | - | - | - | - | - |

## Culture locale et patrimoine

### Personnalités liées à la commune
Sigismond, roi des Burgondes :  une légende locale prétend que les femmes de Coulemelle (hameau de la commune) auraient aidé à jeter saint Sigismond dans un puits de la commune voisine de Saint-Sigismond. Un proverbe populaire dit que « les filles de Coulemelle ne seront jamais ni bonnes ni belles parce qu'elles ont jeté saint Sigismond dans le puits ».

### Médias
Plusieurs scènes du film Canicule d'Yves Boisset, sorti en 1984, ont été tournées sur le territoire de la commune.